# Whopper
O Whopper é um sanduíche de hambúrguer vendido pelo restaurante fast-food Burger King e a sua franquia australiana Hungry Jack's. Introduzido em 1957, passou por várias reformulações, incluindo o redimensionamento e alterações no pão. O lanche é bem conhecido na indústria de fast food; ele é tão bem conhecido que o Burger King se chama de a Casa do Whopper em sua publicidade. Devido ao seu lugar no mercado, o hambúrguer tem estimulado os concorrentes do Burger King, principalmente o McDonald's e o Wendy's, a tentar desenvolver produtos similares, projetados para competir com ele.
O Burger King vende várias variantes do hambúrguer por tempo limitado, visando promover o contínuo interesse no produto. Alguns dos comerciais do início do século XXI, especialmente na Europa, têm atraído críticas por por insensibilidade  cultural ou a misoginia. 

## História
O Whopper foi criado em 1957 pelo co-fundador do Burger King, James McLamore, e originalmente vendido por 37 centavos de Dólar (equivalente a 3,27 dólares em 2014). McLamore criou o hambúrguer após ele notar que um restaurante rival estava tendo sucesso com a venda de um hambúrguer maior. Acreditando que o sucesso do produto rival era seu tamanho, ele criou o Whopper. O nome foi escolhido porque ele sentiu que é transmitido a "imagem de algo grande". As principais redes de fast-food não lançaram um produto semelhante até o McDonald's Quarter Pounder e o Chef de Hambúrguer "Big Chef" no início da década de 1970.
Inicialmente, o sanduíche foi feita com um pão liso, No entanto, isso mudou quando a empresa mudou para um pão de gergelim-semeado por volta de 1970. Em 1985, o peso do Whopper foi aumentado para 4,2 onça (massa)s (120 g), enquanto que o pão foi substituído por um Kaiser roll. Esta foi parte de um programa para melhorar o produto e contou com uma campanha de publicidade no valor de 30 milhões de Dólares (equivalente a 66 milhões em 2014), com várias celebridades estrelando, tais como Mr. T e Loretta Swit. O objetivo do programa era para ajudar a diferenciar a empresa e seus produtos em relação aos dos seus concorrentes. O Whopper reverteu ao seu tamanho anterior, em 1987, quando uma nova equipe de gestão assumiu a empresa e reverteu muitas das mudanças iniciadas antes de 1985. O sanduíche Whopper do Kaiser rolo foi alterado de volta para um pão de semente de gergelim em 1994, eliminando o último vestígio da reconfiguração do sanduíche de 1985.
O Whopper Júnior foi criado, por acidente, em 1963 por Luis Arenas-Pérez (também conhecido por Luis Arenas), o único latino no Burger King Hall of Fame, e o presidente e CEO do Burger King em Porto Rico. Sobre a abertura do primeiro restaurante Burger King, em Carolina, Porto Rico, as formas de pão para o Whopper ainda não tinha chegado a Porto Rico dos Estados Unidos continental e, portanto, não havia pão para fazer e vender. Arenas optou por honrar o anunciado da data de abertura, mas usando o muito menor regular pão de hambúrguer localmente disponível. O resultado foi um sucesso tão grande que o Burger King o adotou em todo o mundo e chamou-o Whopper Jr.

### Produtos competitivos
Concorrentes como o McDonald's e Wendy's tentaram criar hambúrgueres semelhantes ao Whopper, muitas vezes apelidado de um Whopper Stopper ("Parador do Whopper", em referência a um sanduíche que seria capaz de parar o sucesso do Whopper) durante a fase de desenvolvimento. Wendy's criou o Grande Clássico com coberturas semelhantes, mas servido em um bulkie roll, enquanto o McDonald's criou pelo menos seis versões diferentes, incluindo o McDLT, o Arch Deluxe, e o Big N' Tasty.